# Arthrocnodax coryligallarum
Arthrocnodax coryligallarum är en tvåvingeart som först beskrevs av Targioni-tozzetti 1887.  Arthrocnodax coryligallarum ingår i släktet Arthrocnodax och familjen gallmyggor. Inga underarter finns listade i Catalogue of Life.